# Borowa
Borowa [pronunciación en polaco: /bɔˈrɔva/] es un pueblo en el distrito administrativo de Gmina Przedbórz, dentro del Distrito de Radomsko, Voivodato de Łódź, en Polonia central. Se encuentra aproximadamente 9 kilómetros al este de Przedbórz, 39 klilómetros al este de Radomsko, y 89 kilómetros al sudeste de la capital regional, Łódź.